# Rue Lachelier
La rue Lachelier est une voie du 13e arrondissement de Paris, en France.

## Situation et accès
La rue Lachelier est une voie publique située dans le 13e arrondissement de Paris. Elle débute place de Port-au-Prince et se termine au 107, boulevard Masséna.

## Origine du nom

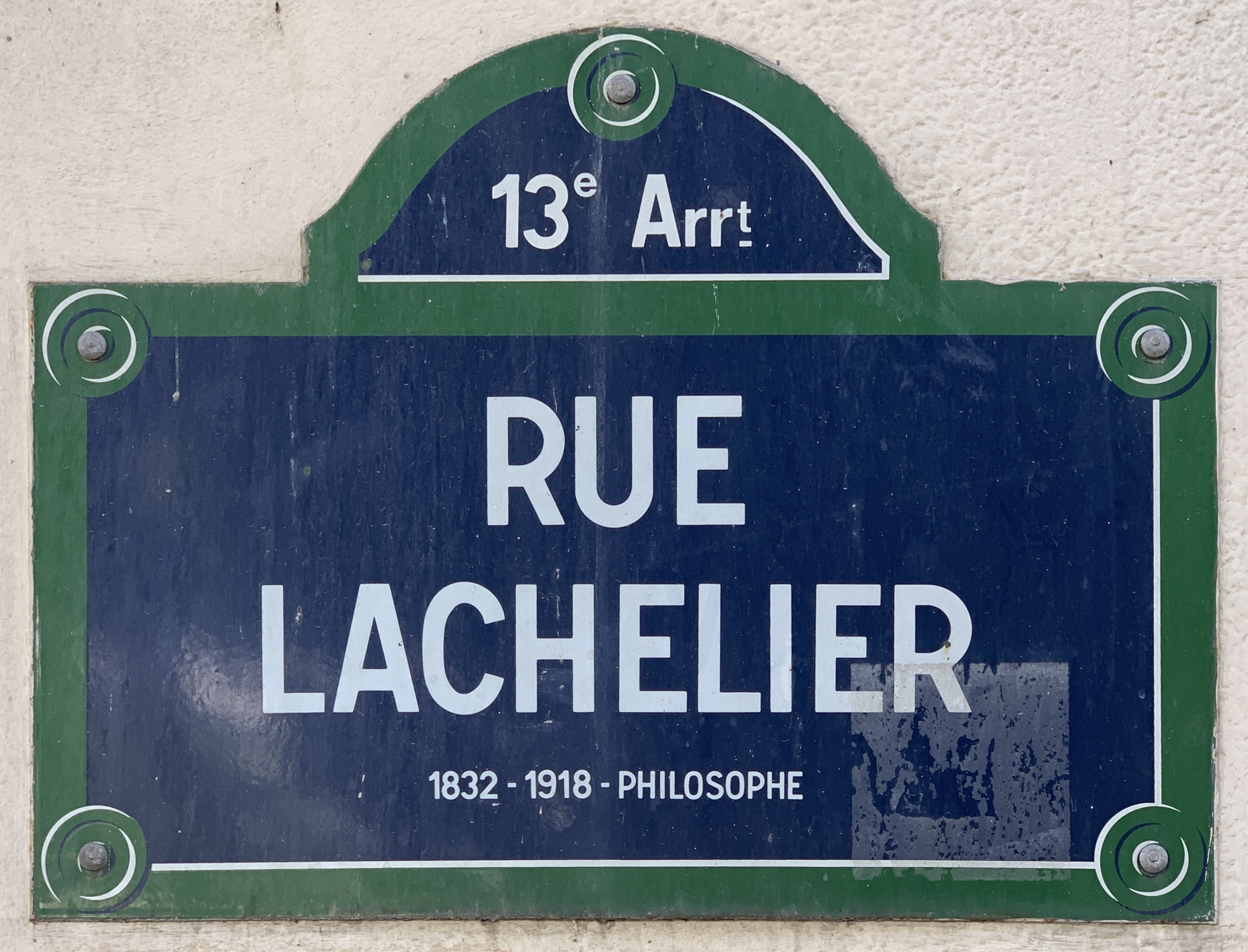
Plaque de la rue.

Elle doit son nom au philosophe français Jules Lachelier (1832-1918).

## Historique
Cette rue est ouverte et prend sa dénomination actuelle en 1932 sur l'emplacement du bastion no 89 de l'enceinte de Thiers. 
La partie de la rue Lachelier qui débouchait avenue de Choisy a été englobée dans la place de Port-au-Prince le 28 septembre 1961.